# Piancavallo
Piancavallo – włoski ośrodek narciarski położony we wschodniej części regionu Friuli-Wenecja Julijska, w prowincji Pordenone. Leży w Dolomitach na wysokości 1267 m. Znajduje się tutaj 18 tras narciarskich, a także między innymi trasy do biegów narciarskich oraz trasy dla psich zaprzęgów.
Ośrodek powstał w latach 60. XX wieku i był pierwszym we Włoszech, który posiadał system dośnieżania.